# Perdipiù il segugio fannullone
Perdipiù il segugio fannullone (The Biscuit Eater) è un film del 1972 diretto da Vincent McEveety.
Il film è il remake dell'omonima pellicola del 1940, diretta da Stuart Heisler con Billy Lee e Cordell Hickman. Protagonisti sono qui Johnny Whitaker e George Spell, due tra i più famosi attori bambini degli anni settanta. A distanza di 30 anni la storia dell'amicizia interraziale tra due bambini impegnati in un comune progetto di addestramento di un cane segugio ha perso gran parte della sua novità ma può ancor più esplicitamente far riferimento al proprio messaggio sociale di integrazione.

## Trama
Due ragazzini, Lonnie e Text, hanno così tanta fiducia in un cane griffone che chiamano "Moreover"("Perdipiù" nella versione italiana) , da addestrarlo per partecipare alle prove del campionato per cani da caccia, nonostante venga considerato da tutti un cane buono a nulla ed impossibile da educare. Tra i due ragazzini (uno bianco e uno afro-americano) si sviluppa una solida amicizia. Il favorito delle gare però è Silver Bell, setter inglese allevato e addestrato dal padre di Lonnie, il signor Harve McNeil. Dopo essere arrivati in finale, i due ragazzini decidono a malincuore di ritirarsi dalla gara perché pensano che se Perdipiù sconfiggesse Silver Bell il signor McNeil perderebbe il suo lavoro di addestratore. A causa di questo episodio, il cane perde fiducia in sé stesso e torna ad essere svogliato ed opportunista. Una notte il proprietario di una fattoria vicina lo scopre nella sua proprietà e di proposito gli fa mangiare delle uova avvelenate. Lonnie e Text, con l'aiuto dei genitori riusciranno a salvargli la vita, il signor McNeil riconoscerà il valore del cane e il grande amore che lo lega a suo figlio, e deciderà di iscrivere personalmente Perdipiù al prossimo campionato di caccia.

## Produzione
Il film fu prodotto negli Stati Uniti da Walt Disney Productions.

## Distribuzione
Il film fu distribuito da Buena Vista Distribution nelle sale cinematografiche statunitensi il 22 marzo 1972.

## Accoglienza critica
Una recensione su Variety criticò la "sceneggiatura debole" ma trovò che Whitaker and Spell "mostrassero sicurezza e fiducia in sé stessi, e delineassero delle caratterizzazioni chiare che rendono quasi plausibili gli avvenimenti zuccherosi." Kevin Thomas del Los Angeles Times lo definì "un raffinato film Disney per famiglie" con "un cast di primo livello." Gene Siskel del Chicago Tribune attribuì al film una stella su quattro e si chiese: "Ciò che vogliamo sapere è: in quale parte del mondo e in quale tempo si suppone che si svolga Perdipiù il segugio fannullone? La mia prima intuizione è appena fuori del 'Paese Che Non C'È', in un qualche momento tra il 1850 e il 1950 [...] Capisco che la gente della Disney preferisca ambientare i loro film in un'atmosfera senza tempo per consentire la loro continua distribuzione senza che appaiano datati. Ma questa volta la confusione temporale è qualcosa di completamente oltraggioso".